# Marko Vovčok
Marko Vovčok (ukrajinsky Марко́ Вовчо́к, skutečné jméno Marija Vilinská, rusky Мария Александровна Вилинская; 22. prosince 1833 – 10. srpna 1907) byla slavná ukrajinská spisovatelka. Její literární pseudonym, Marko Vovčok, vymyslel Pantelejmon Kuliš. Její díla byla zaměřena proti nevolnictví a popisovala historickou minulost Ukrajiny. V 60. letech 19. století se na Ukrajině stala známou poté, co v roce 1857 vydala ukrajinsky psanou sbírku „Lidové povídky.“ Obohatila ukrajinskou literaturu o řadu nových žánrů, zejména o sociální příběh („Institut“). Marusjin příběh, přeložen a upraven do francouzštiny, se stal koncem 19. století populární v západní Evropě. Po skandálu s plagiátorstvím jejích překladů do ruštiny, který se stalo v 70. letech 19. století, téměř ukončila svou literární kariéru.
Vilinska byla manželkou ukrajinského etnografa Opanase Markoviče a ruského důstojníka Mychajla Lobače-Žučenka, matka ruského publicisty Bohdana Markoviče, sestřenice ruského literárního kritika Dmytra Pisareva, starší sestra ruského spisovatele Dmytra Vilinského a teta ukrajinského diplomata. Doposud se názory na autorství děl Marko Vovčok liší. Diskuse o jejím magnum opusu „Lidové povídky“ se vedou od poloviny 19. století: mnozí literární kritici (včetně editora sbírky Pantelejmona Kuliše) se domnívají, že tuto sbírku napsala společně se svým prvním manželem, etnografem Opanasem Markovičem.

## Životopis
Marija Vilinská se narodila v roce 1833 v Orelské oblasti v tehdejším Ruském impériu do rodiny armádního důstojníka a šlechtičny. Poté, co v sedmi letech přišla o otce, vyrůstala na statku u své tety a poté byla poslána do Charkova a poté do Orla. V roce 1851 se přestěhovala na Ukrajinu, kde se provdala za folkloristu a etnografa Afanasije Markovyče, který byl členem Cyrilometodějské společnosti. V letech 1851 až 1858 žila v Černihivu, Kyjevě a Nemyrivu, kde pomáhala svému manželovi v jeho etnografické práci a učila se ukrajinské kultuře a jazyku. V roce 1857 napsala knihu Narodni opovidannya (Lidové povídky). Na Ukrajině se stala okamžitě známou, zejména u Tarase Ševčenka a Pantelejmona Kuliše, a v Rusku poté, co bylo její dílo přeloženo do ruštiny a vydáno Ivanem Turgeněvem pod názvem Ukrajinskie narodnye rasskazy (Ukrajinské lidové povídky, 1859). Po krátkém pobytu v Petrohradě v roce 1859 se přestěhovala do střední Evropy, kde pobývala v Německu, Francii, Itálii a Švýcarsku. V letech 1867 až 1878 opět žila v Petrohradě, kde kvůli zákazu ukrajinštiny psala a překládala ruské časopisy. V ruštině napsala Zhivaya dusha (1868), Zapiski prichyotnika (1870), V glushi (1875) a několik dalších románů. Od roku 1878 žila na severním Kavkaze a v letech 1885 až 1893 v Kyjevské gubernii, kde pokračovala v práci na ukrajinském folkloru a slovníku.
Poté, co získala značnou publicitu, opustila v roce 1872 Petrohrad a usadila se na statku svých známých v Tverské gubernii. Když zde žila, pokračovala ve psaní v ruštině. V této době napsala Teple Gnezdechko (1873) a další.

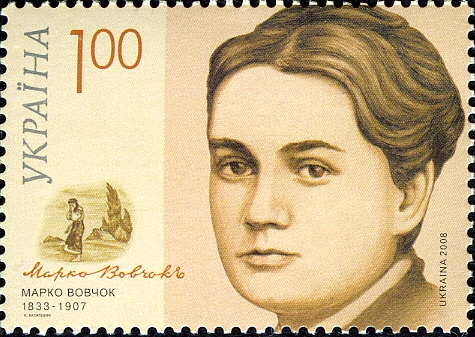
Ukrajinská poštovní známka věnována Marko Vovčok

Zemřela 10. srpna 1907 v Nalčíku v Ruském impériu.